# Koło sterowe

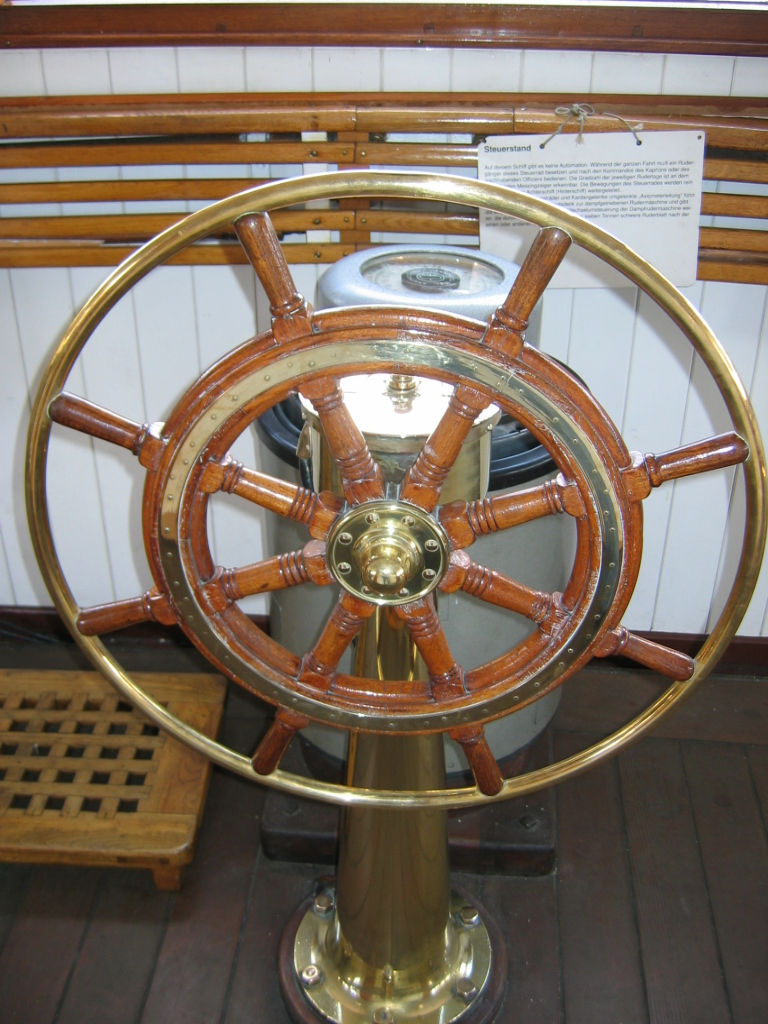
Koło sterowe lodołamacza parowego SS „Stettin”

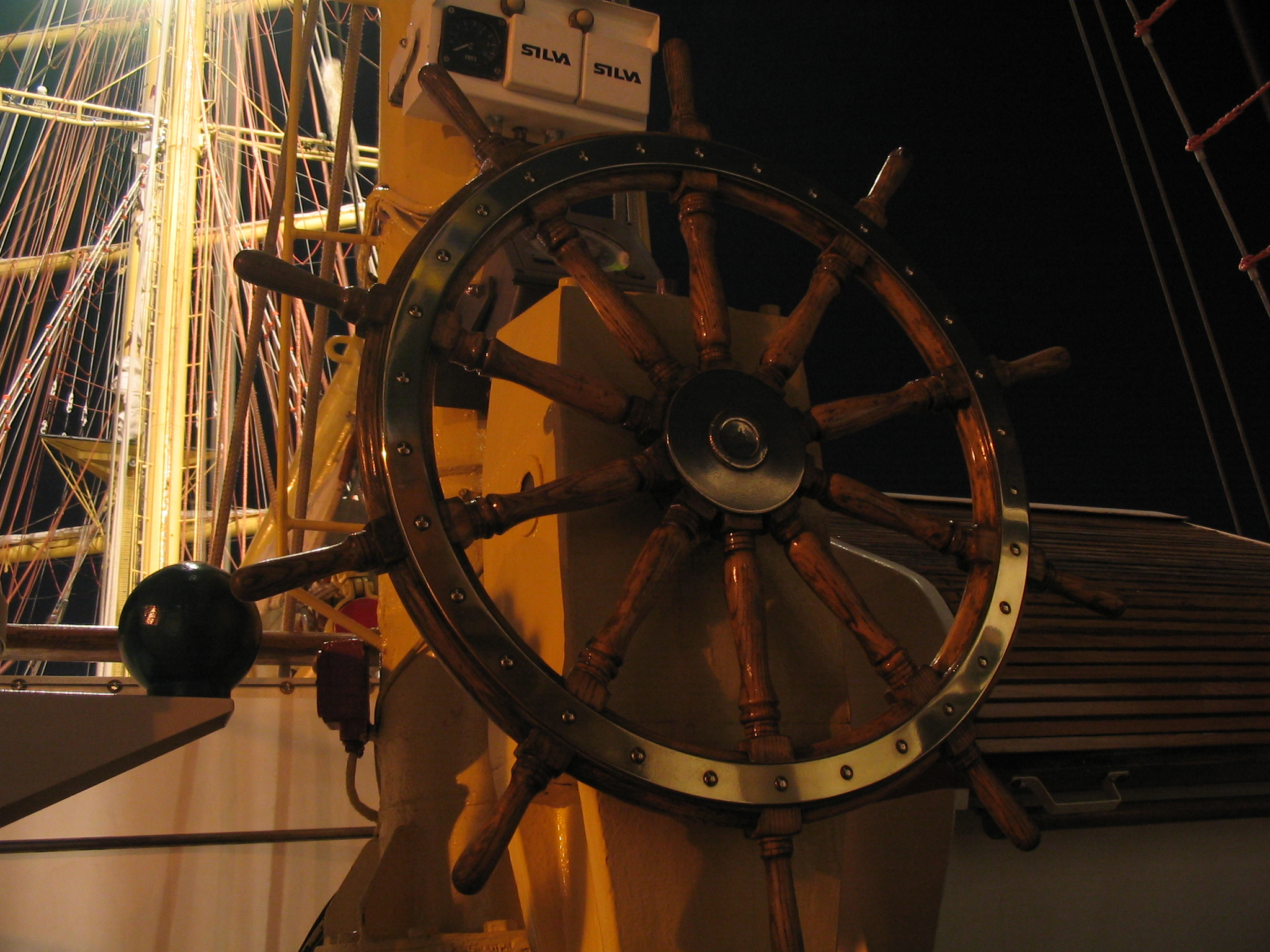
Koło sterowe żaglowca ORP „Iskra”

Koło sterowe – element urządzenia sterowego, uchwyt o kształcie dużej obręczy, za pomocą której sternik kontroluje ustawienie płetwy sterowej. Koło sterowe ma duży promień, aby zapewnić odpowiednio duże przełożenie na przekładnię steru, czego ubocznym skutkiem jest konieczność wykonywania często dużej liczby obrotów, aby wychylić ster na burt. Rozwiązanie z kołem sterowym stosowane jest na większych jednostkach pływających w miejsce prostego, ale wymagającego większej siły rumpla, który jest połączony z płetwą sterową na sztywno. Ponadto przy pomocy koła sterowego łatwiej zachować precyzję położenia płetwy.
Istnieją dwa rozwiązania przeniesienia ruchu koła sterowego na kolejne mechanizmy steru: cięgna zwane sterociągami lub mechanizm Daviesa zwany szturwałem. W pierwszym przypadku stosuje się liny bądź łańcuchy, które nawinięte są na bęben umieszczony na przedłużeniu osi koła sterowego. Dalej przez układ bloków i przełożeń poruszają sektorem sterowym, który wychyla płetwę sterową.
Mechanizm Daviesa polega na zastosowaniu przeciwskrętnie nagwintowanej osi obrotu koła sterowego oraz zamocowania na niej suwaków połączonych cięgnami do ramion płetwy sterowej. Obrót koła sterowego powoduje zbliżanie się do sternika jednego suwaka przy jednoczesnym oddalaniu drugiego, w wyniku czego cięgna obracają płetwą. Rozwiązanie to jest współcześnie rzadko stosowane.
Koło sterowe ma najczęściej kształt obręczy ze szprychami i zamocowane jest obrotowo na poziomej osi w kolumnie sterowej. Niegdyś szprychy były dłuższe od promienia koła sterowego, a ich wystające części nazywały się rumbami. Ułatwiały one zarówno obracanie koła, jak i zliczanie obrotów (i ich części). Obecnie koła sterowe z rumbami stosuje się rzadko z powodu niebezpieczeństwa zranienia się nimi przez członków załogi. Niemniej jednak klasyczne koło sterowe z rumbami jest do dziś jednym z najbardziej charakterystycznych motywów wizualnych związanych z tematyką żeglarską. Tradycyjne koła sterowe były wykonane z drewna i posiadały dodatkowe zdobienia. Często takie koło było wizytówką żaglowca i posiadało unikatowy wygląd. Współczesne forma została uproszczona do gładkiej obręczy wykonanej ze stali nierdzewnej lub coraz częściej, z materiałów hi-tech, takich jak  kevlar lub włókno węglowe. Zgodnie z przepisami Polskiego Rejestru Statków każde urządzenie sterowe z kołem musi być wyposażone w dodatkowy kwadrant służący do zamocowania awaryjnego rumpla.
Potocznie także samo koło sterowe nazywane jest szturwałem, aczkolwiek oba terminy, choć pokrewne, znaczą co innego.